# Teah
Teah – film familijny z 2007 roku w reżyserii Hanny Slak, będący międzynarodową koprodukcją.

## Fabuła
Martin to niezwykły, dziesięcioletni chłopiec mieszkający w zaczarowanym lesie i przyjaźniący się z leśnymi duszkami. Pewnego dnia w pobliżu osiedla się grupa nieznajomych, wśród nich 10-letnia dziewczyna Teah, która przyprawia Martina o niepokój. Na domiar złego w pobliżu pojawiają się buldożery, przygotowujące plac do budowy drogi. Może to oznaczać zagładę lasu.

## Obsada
- Nikolaj Burger – Martin
- Pina Bitenc – Teah
- Marko Mandič – Samo
- Aleksander Krosl – Deda
- Manca Dorrer – Alenka